# نيروت سوراسيانغ
نيروت سوراسيانغ (بالتايلندية: นิรุจน์ สุระเสียง) (مواليد 20 فبراير 1979 في لامبانغ) لاعب كرة قدم تايلندي دولي يجيد اللعب في خط الوسط . يلعب حاليا لصالح نادي هوانغ أنه غيا لاي الفيتنامي منذ 2009 .

## روابط خارجية
- نيروت سوراسيانغ على موقع قاعدة بيانات كرة القدم.إي يو (الإنجليزية)
- نيروت سوراسيانغ على موقع ناشيونال فوتبول تيمز (الإنجليزية)
- نيروت سوراسيانغ على موقع Soccerway.com (الإنجليزية)
- نيروت سوراسيانغ على موقع عالم كرة القدم.نت (الإنجليزية)
- نيروت سوراسيانغ على موقع كووورة